# Myotis velifer
Espèce
Statut de conservation UICN

 LC  : Préoccupation mineure
Myotis velifer est une espèce de chauves-souris de la famille des Vespertilionidae.

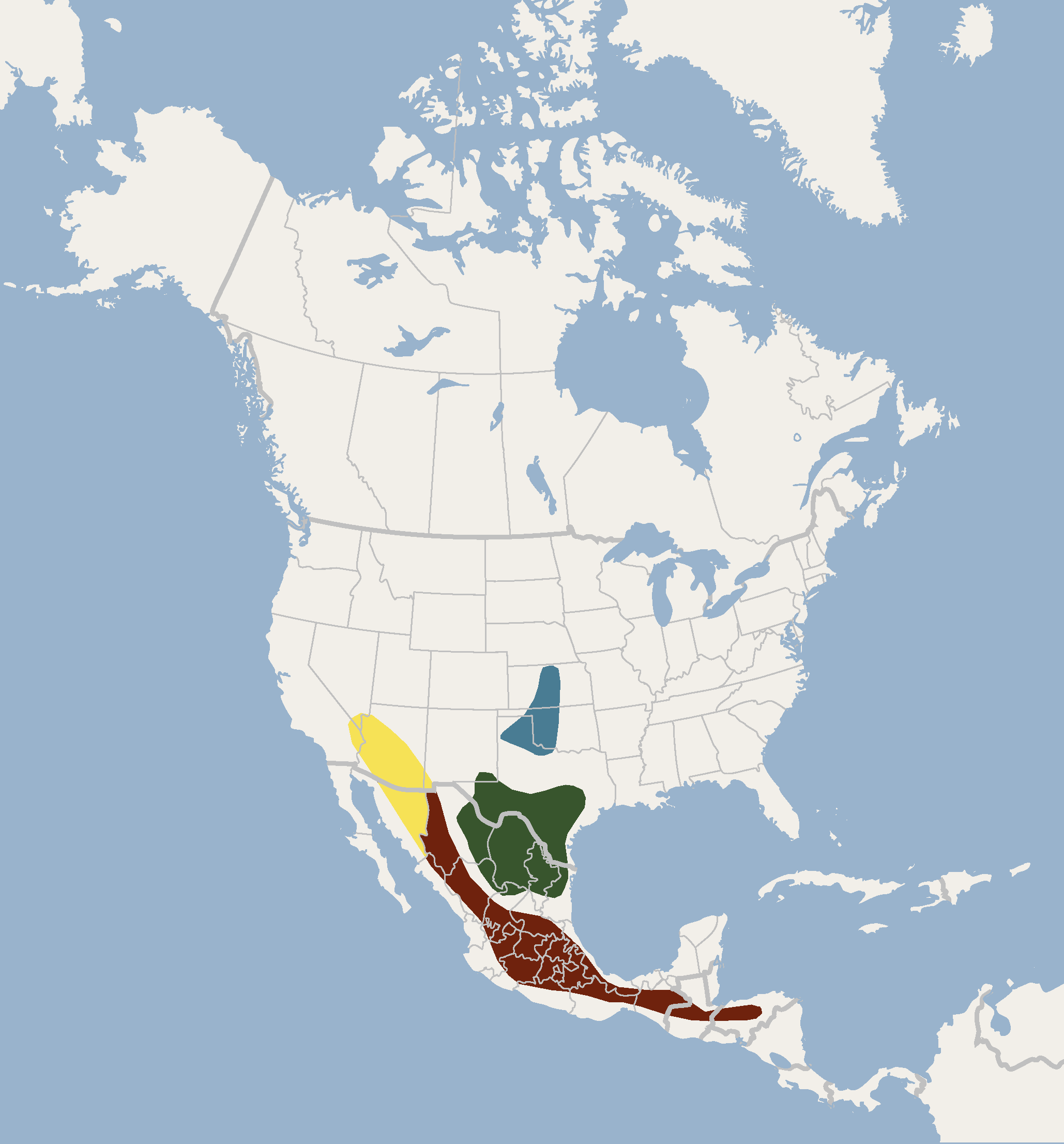
Carte de répartition